# Стефан Марковски
Стефан Марковски (на македонска литературна норма: Стефан Марковски) е съвременен северномакедонски писател, философ, драматург и киносценарист.

## Биография
Стефан Марковски e роден в Гевгели на 1 декември 1990 година. Завършва обща и съвременна книжовност във Филологическия, а след това и философия във Философския факултет на Скопския университет. Специализира и филмови и телевизионни сценарии във Факултета за драматични изкуства.
Марковски пише сценарии за късометражни и дългометражни филми. Автор е на множество есета, статии и трудове в областта на теоретичното езикознание и философията. Хоноруван преподавател е в гимназия „Йосиф Йосифовски“ в родния му град. Преподава и в лаборатория за творческо писане.
Член е на Дружеството на писателите на Македония, на Македонския център на Международния театрален институт, на „Версополис“ и на други творчески асоциации. От 2018 година е главен и отговорен редактор на най-старото северномакедонско литературно списание „Современост“.
Редактор е и на литературното издание „Стожер“, издавано от Дружеството на писателите на Македония.

## Награди
- „Петре М. Андреевски“ за роман (2009);
- Втора награда на Македонската академия на науките и изкуствата – за разказ (2008);
- „Бели мугри“ за поетическа книга (2016);
- „Кръсте Чачански“ за сборник от разкази (2017),
- „Книжовно перо“ награда на Хърватското книжовно дружество за преводна книга на годината (2017);
- „Македонски книжовен авангард“ за сборник от разкази (2015);
- „Горан Буич“ награда на Хърватското книжовно дружество (2019);
- „Празник на липите“ (2022);
- „Скрипт фест“ за най-добър сценарий (2022);
- „7-и ноември“ на община Гевгели (2014).[1]

## Творчество
- „Еднопосочно“ (роман, 2009);
- „Апейрон“ (поезия, 2010);
- „За някои спомени на онази някогашност“ (поезия, 2010);
- „Йерархична еволюция на съзнанието“ (психология и философия, 2012);
- „Мета(де)конструкция и обща философия“ (философия, 2012);
- „Щастието е глагол“ (психология и философия, 2013);
- „Продавачът на вятър и мъгла и на други приказки“ (разкази и драма, 2015);
- „In Nomine“ (поезия, 2016);
- „Смъртта долита с насмешка“ (разкази, 2017);
- „По следата на белия грифон“ (поезия, 2018);
- „Ересни писма или намирайки ги небесата, които сияят в червено“ (роман, 2018).[1]